# Сантос, Селио Феррейра дос
Селио Феррейра дос Сантос (порт.-браз. Célio Ferreira dos Santos; 20 июля 1987, Паракату, Бразилия) — бразильский футболист, защитник «Кучинг Сити».

## Биография
Селио является воспитанником клуба УРТ. В 2006 году он начал свою профессиональную карьеру в клубе «Ферроварио Форталеза», откуда перешёл в «Понте-Прету». В 2009 году он играл за «Каксавел» и «Вила Аурора».

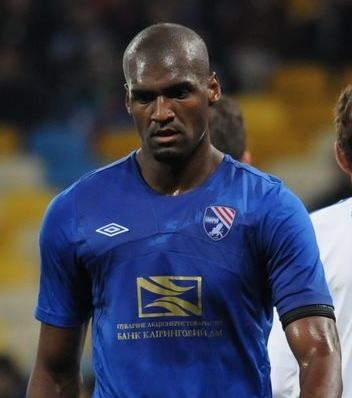
Селио в составе «Таврии»

В марте 2010 года он перешёл в китайский клуб «Гуйчжоу Жэньхэ», чтобы заменить защитника сборной Китая Вань Хоуляна, который выбыл из строя до конца сезона. Селио был уволен «Жэньхэ» в июне 2010 года и в июле перешёл в «Белененсиш» из Лиги Сегунда. В сезоне 2011/12 Селио играл за «Дачию», с которой стал вице-чемпионом Молдавии. Затем тренер «Дачии» Игорь Добровольский порекомендовал бразильца наставнику «Таврии» Олегу Лужному. Селио в течение недели тренировался с «Таврией» и произвёл хорошее впечатление на тренерский штаб, после чего было принято решение приобрести футболиста. После расформирования клуба в мае 2014 году покинул Крым. После этого выступал в Иране и ОАЭ. В 2016 году снова вернулся в Бразилию, где стал игроком клуба «Аваи».
В 2016 году во время допроса премьер-министра Восточного Тимора стало известно, что Селио Сантос был в числе семи бразильских футболистов, которые получили фальшивые документы о крещении в Католической церкви Тимора, для того, чтобы претендовать на тиморское гражданство. Тем не менее неизвестным остаётся и время получения тиморского гражданства. Селио не имеет никаких законных оснований на получение тиморского гражданства (ни родственных связей, ни происхождения из этой страны).
25 июля 2016 перешёл в клуб «Ульсан Хёндэ» из Южной Кореи. С 2017 года защищал цвета тайского клуба «Муангтонг Юнайтед».

## Достижения
- Серебряный призёр чемпионата Ирана (1): 2014/15
- Серебряный призёр чемпионата Молдавии (1): 2011/12